# Xã Lovell, Quận Jones, Iowa
Xã Lovell (tiếng Anh: Lovell Township) là một xã thuộc quận Jones, tiểu bang Iowa, Hoa Kỳ. Năm 2010, dân số của xã này là 4.932 người.